# Orthostigma impeforme
Orthostigma impeforme är en stekelart som beskrevs av Fischer 1995. Orthostigma impeforme ingår i släktet Orthostigma och familjen bracksteklar. Inga underarter finns listade i Catalogue of Life.